# León (México)
León, oficialmente León de Los Aldama é uma cidade do centro da república mexicana, situado no estado de Guanajuato entre as regiões de Jalisco. A área do território municipal compreende 1 183,20 km², equivalentes a 3,87% da superfície total do estado de Guanajuato. O município limita-se com os seguintes municípios: ao norte com o município de San Felipe; a leste com os de Guanajuato e Silao; ao sul com Romita, e San Francisco del Rincón e; a oeste com o de Purísima del Rincón e os municípios de Lagos de Moreno e a união de San Antonio do Estado de Jalisco.

## História

### Escudo
Em 1822, a vila de León adoptou como escudo os símbolos daquele então: Olho de água ou agora Parque Hidalgo, o bastão colonial da cidade, o morro da Soledad e a ponte de Coecillo.
O escudo atual é de forma espanhola divido em cruz que mostra duas defesas, um leão rampante, um favo de mel, e o símbolo original do patrono da cidade, a imagem de São Sebastião.
O leão é símbolo de soberania, a cruz de fortaleza, e o favo de mel, o trabalho de seus habitantes.
O lema do escudo, El labor omnia vincit, está escrito em latim, e em português significa: "O Trabalho tudo vence".

## História antiga
Em junho de 1830, passou à categoria de cidade com o nome oficial de León de los Aldama. Durante o processo do movimento de Independência do México, a cidade sofreu nos domínios econômico, social e político. Ao abandonarem as minas da cidade de Guanajuato pelo motivo da guerra, muitos trabalhadores se estabeleceram em León. A agricultura foi a principal atividade econômica até o século XVIII, quando o artesanato e a fabricação de calçados começaram a competir com ela.
Os anos da pós-revolução foram de prosperidade e progresso material, assim como de crescimento demográfico. O desenvolvimento econômico que foi mostrado com a grande expansão da indústria, da agricultura e pecuária, em 1923.

### Fatos Importantes de León

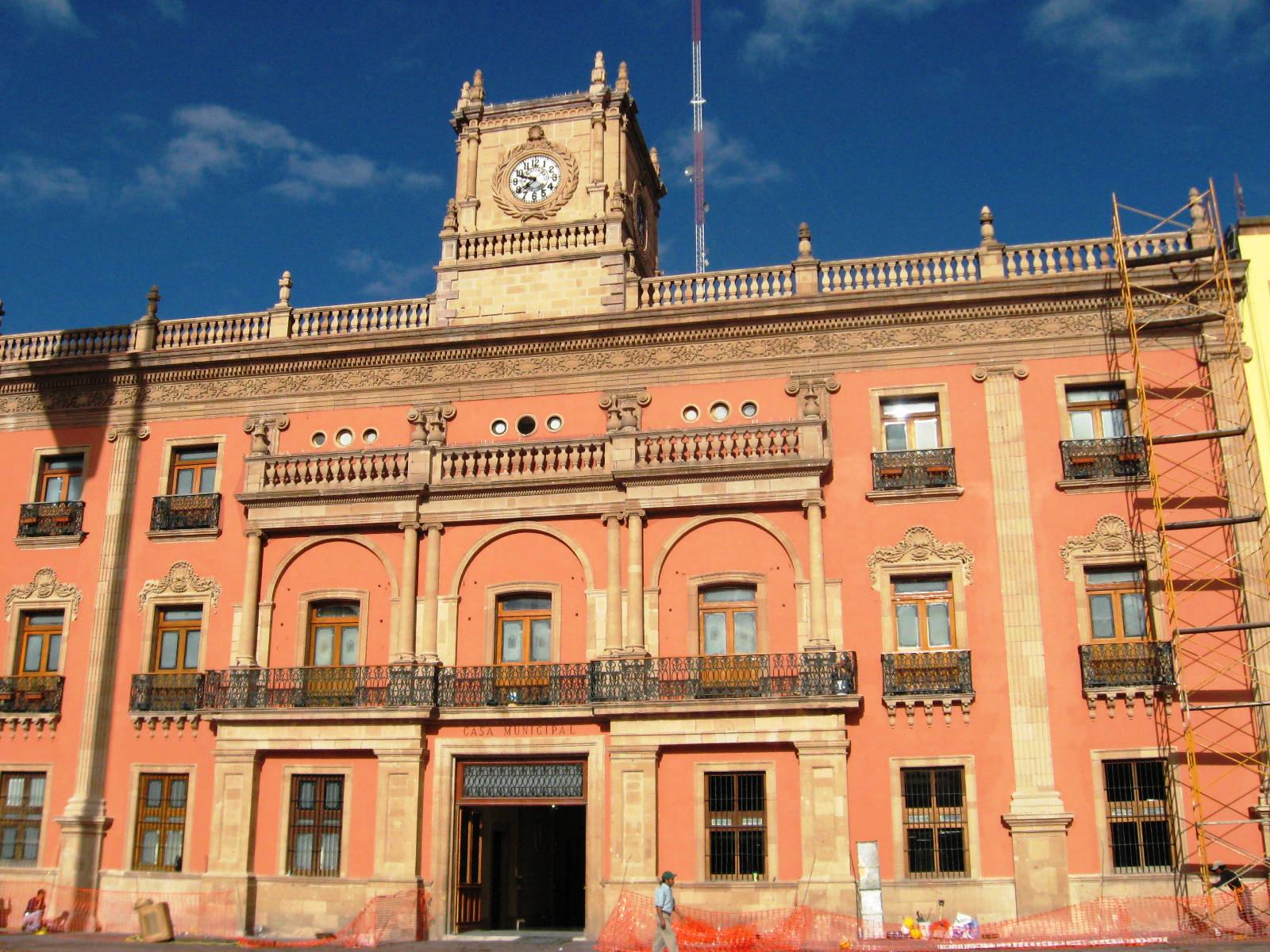
Casa Municipal de León.

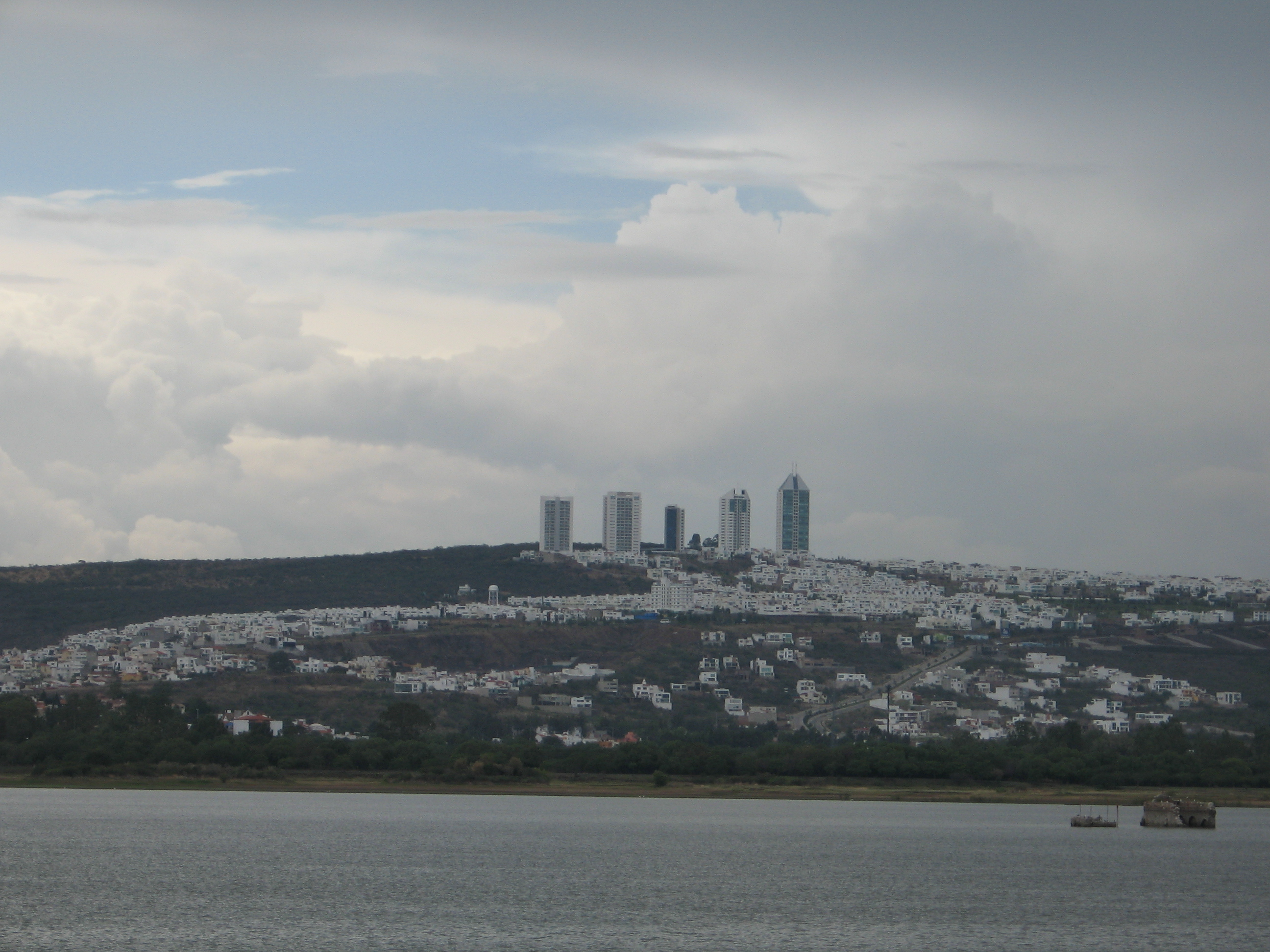
Torres de Lomas do Grande Jardin.

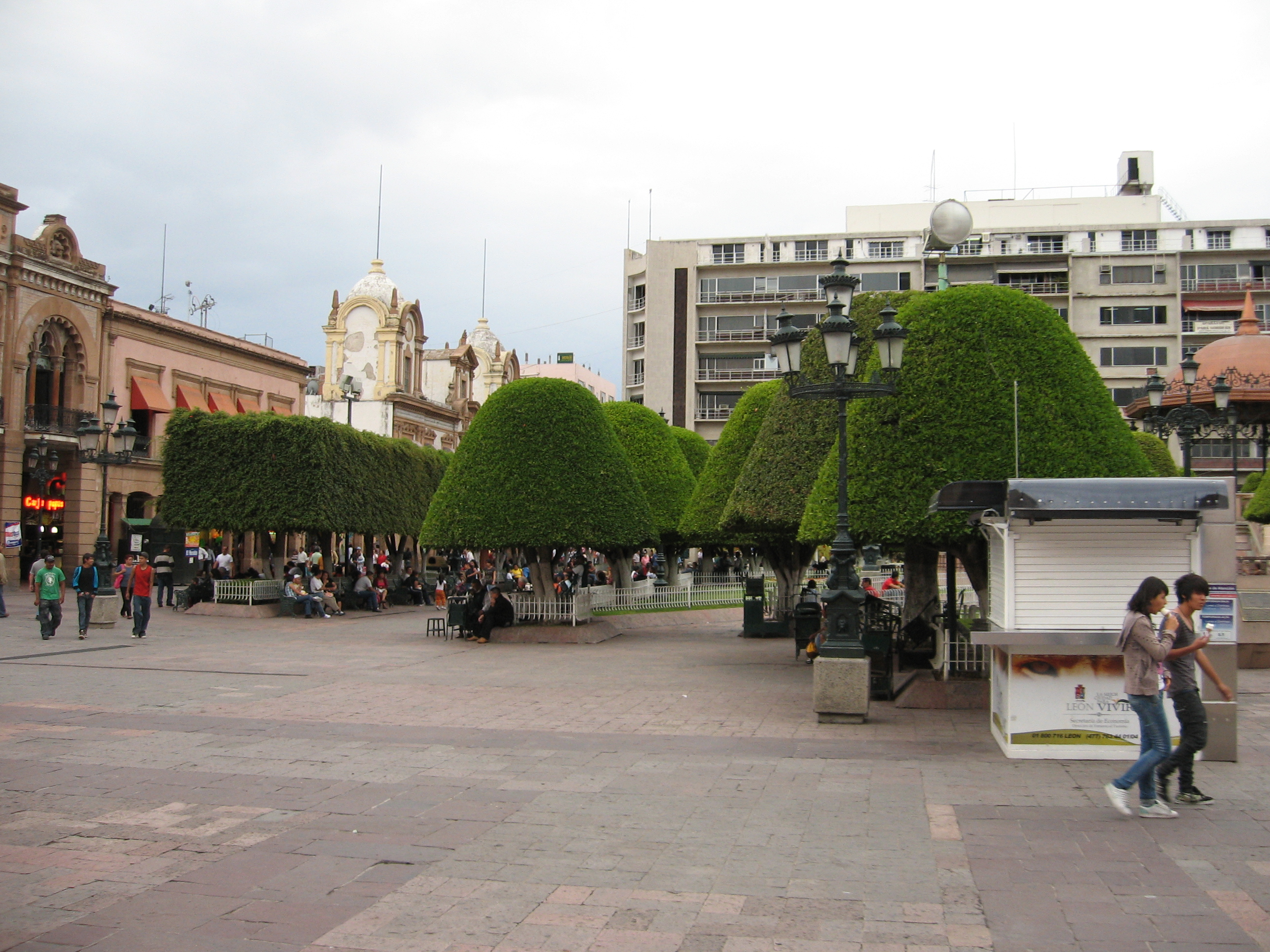
Praça Principal de León.

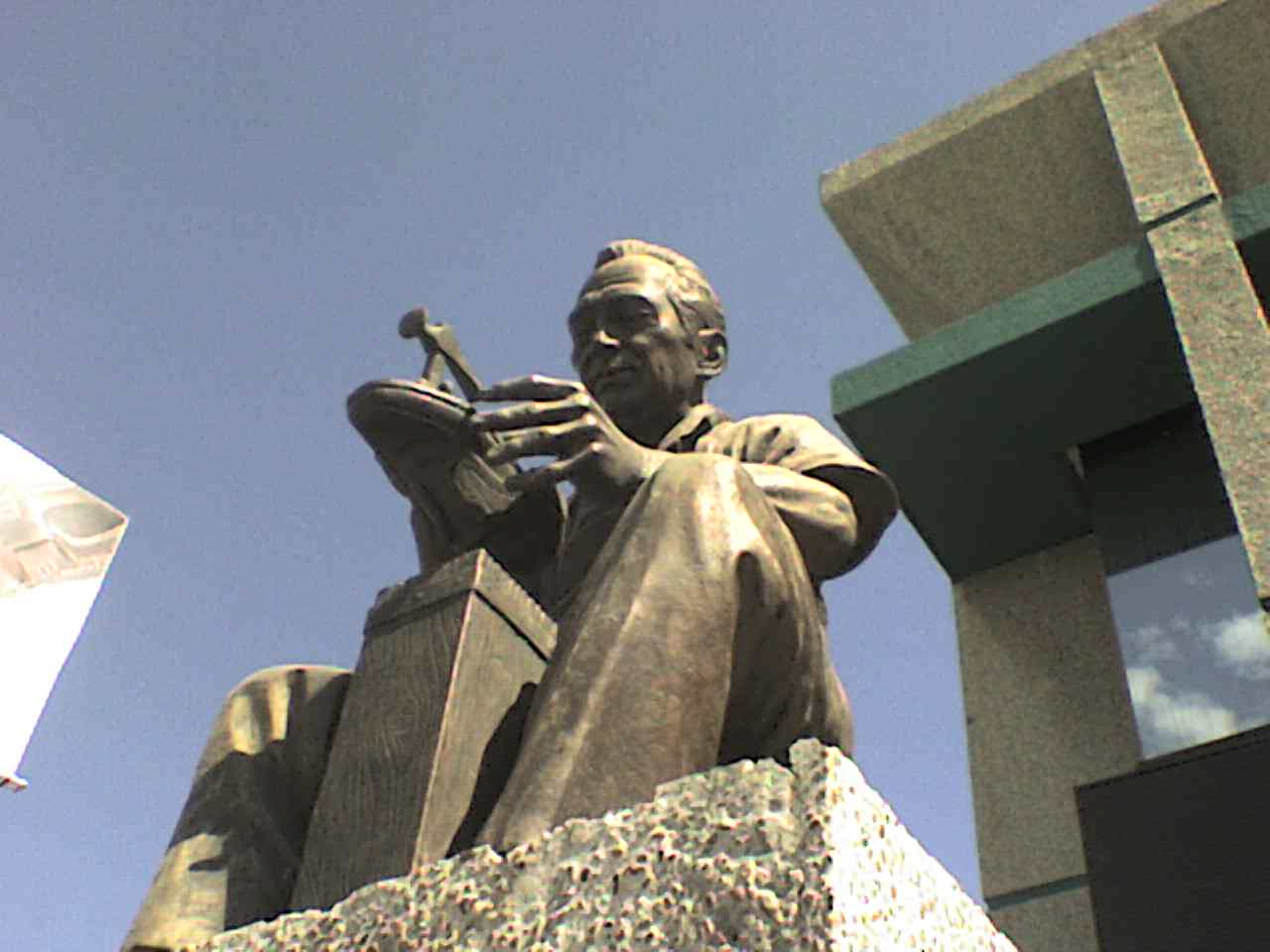
Monumento a Indústria de calçado.

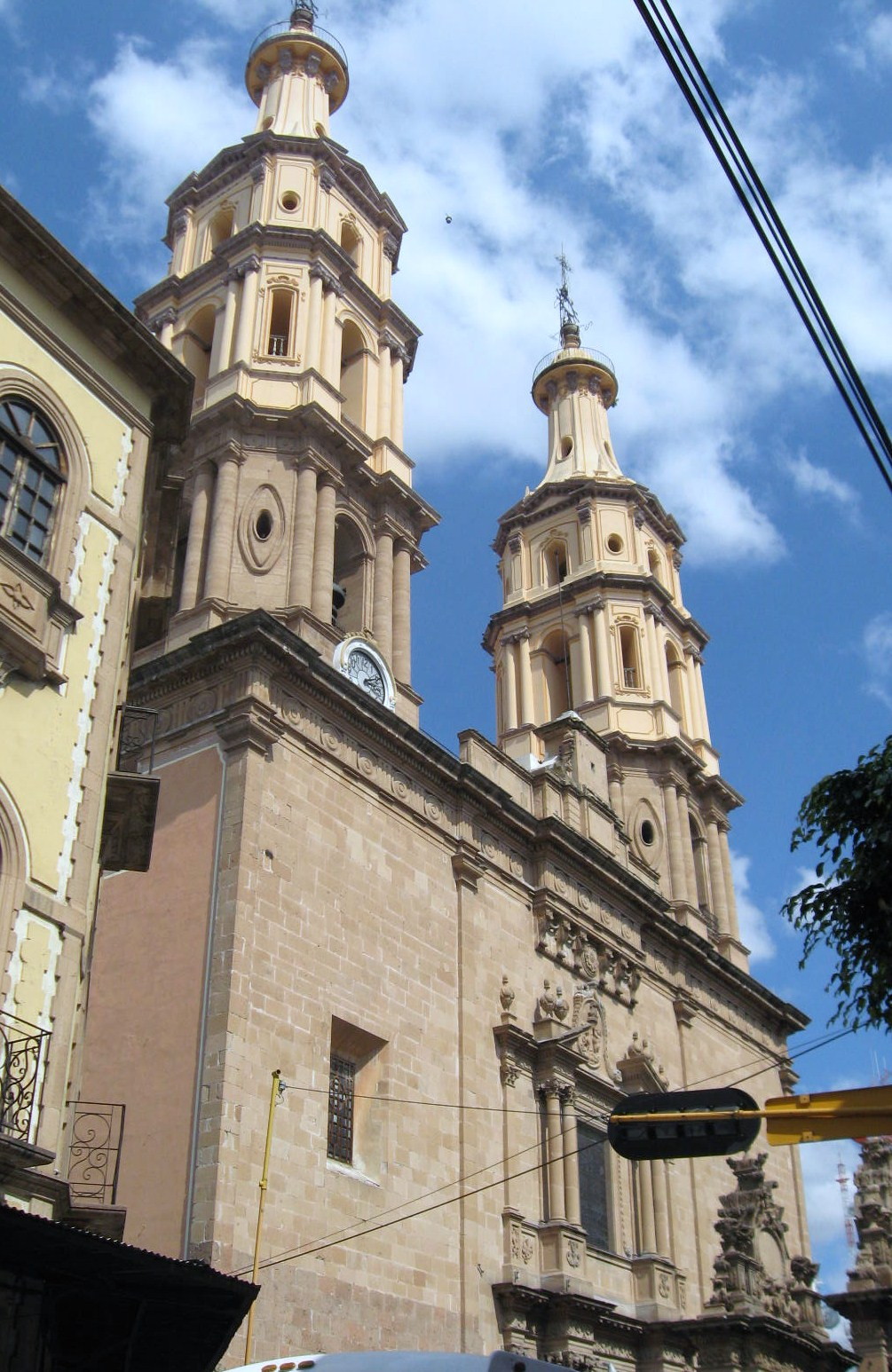
Catedral Metropolitana de León.

- 1575: 12 de dezembro o Vice rei Martín Enríquez de Almanza expede um mandado emitido para fundar em terras de Juan Jasso, uma aldeia. Anteriormente chamado Valle da Seonhra do Huascatillos.
- 1576: 20 de janeiro. Fundaram a Vila de León. León pela procedência do Vice rei de León de Castilla.
- 1580: Criaram a fundação do Bairro Acima localizado ao norte da cidade. Lugar onde se estabeleceram mulatos dedicados ao artesanato, outros mais a atividade de curtimento. Atividad que é ainda denominador comum da capital dos sapatos.
- 1730: Nicolás Aguilar Ventocilloas intercede para que os jesuítas realizem um centro de estudos.
- 1731: Chegam os jesuítas e é dado um lugar de presenta para na igreja da Imaculada. Sempre que originalmente também veneram a Virgem da Luz, patrona da cidade.
- 1740: Primeiro beaterio para ensinar mulheres com o apoio das freiras ursulinas e regra dos jesuítas. A instituição esteve até o século XIX, localizada ao lado de Nossa Senhora dos Anjos. Atualmente, é a famosa Escola Secundária Técnica No. 1 lchamada ETI.
- 1762: Aparece a intendente Guanajuato a formação da milícia: A legião do príncipe, e os Dragões da rainha.
- 1786: León pertence a uma das doze intendências Guanajuato (antecedente do atual estado).
- 1800: Se estabelece o quartel em León, em uma casa da praça maior para a milícia da Legião do príncipe e os Dragões da rainha.
- 1808: Don Ignacio de Obregón participa nas reuniões clandestinas de crioulos para propor que possam governar a Nova Espanha, pelas inconformação com os espanhóis.
- 1810: Grito de Independência; dia 15 de setembro Miguel Hidalgo y Costilla convoca a fazer frente aos espanhóis (autoridades) que exiliaram aos reis. Ele nasceu em Corralejo, atual município de Pénjamo.
- 1835: Foi criada a iluminação pública León.
- 1888: A cidade é inundada. As perdas de vidas humanas e a destruição de 2 232 casas. Consequência: mais de 5 000 famílias na miséria, emigração de milhares de habitantes e a destruição da cidade.
- 1896: Foi inaugurado o Arco da Calçada dedicado aos heróis patriotas e que viria dar a León o primeiro símbolo de sua identidade.
- 1897: É inaugurado a iluminação elétrica em León
- 1924: É pavimenta a praça principal.
- 1926: Ocorreu a inundação de 1926 de novo em León
- 1930: A atividade de sapatos começa a ser a principal da cidade.
- 1969: A rodoviária é inaugurada.
- 1979: É inaugurado o zoológico em Ibarrilla.
- 1985: Foi criada a praça dos calçados.
- 1988: Abre suas portas o Centro Comercial Praça Maior
- 1990: O Presidente da República inaugura o Aeropuerto del Bajío.
- 1993: O Parque Metropolitano abre suas portas,
- 1994: É inaugurado o Centro de Ciências Explora.
- 2003: 27 de setembro. "O rastreador" (Optibus) circulam aos fins de semana, de maneira gratuita para familiarizar os usuários, começam as protestas dos comerciantes da rua Miguel Alemán, e na mesma rua acontece o primeiro atropelado pelo transporte, ao qual foram amputadas as pernas, e as pessoas começam a usar o serviço.
- 2006: 7 de setembro. Inauguração da Biblioteca Central Estatal do Forum Cultural Guanajuato.
- 2008: novembro. Inauguração do Museu de Arte e História de Guanajuato no Fórum Cultural Guanajuato.

## Demografia
De acordo com o Censo de População e Habitação 2005, a cidade de León contava com uma população de 1 278 087 habitantes. A zona metropolitana de León (incluindo San Francisco del Rincón, Silao, Victoria, e Purísima del Rincón) soma uma população aproximada de 1.748.629 de hab., situando León como a cidade mais habitada do estado de Guanajuato, e a quinta Zona Metropolitana mais habitada do México.

## Geografia
A cidade de León, está situada aos 101º 41' 00" de longitude oeste do meridiano de Greenwich e aos 21º 07' 22" de latitude norte e a 1,798 m sobre o nível do mar. A área do território municipal compreende 1 183.20 km², equivalentes a 3.87% da superfície total do estado de Guanajuato. O município tem limites com os seguintes municípios: ao norte com o município de San Felipe; ao leste com os de Guanajuato e Silao; ao sul com os de Silao, Romita, e San Francisco del Rincón; a oeste com Purísima e os municípios de Lagos de Moreno e La Unión de San Antonio no estado de Jalisco.
O município em sua parte norte tem áreas montanhosas pertencentes a Serra de Guanajuato, a que localmente leva os nomes de Ibarra, Comanja e de Lobos, considerada Reserva Ecológica Natural. E a parte sul pertence a região dos férteis vales dp Bajío.
As elevações mais importantes do município são El Gigante, com 2 884 metros sobre o nível do mar, e Cuatralba com 2 800 metros sobre o nível do mar. Na cidade, são notáveis as colinas das Hilamas, antigo campo de aviação; a colina Gordo com suas instituições educativas, zonas habitacionais e antenas de radiocomunicação; e a colina de Jerez, zona de população pré-hispânica.

## Clima
O clima geral na cidade de León é um clima temperado. A temperatura média máxima no ano é de 27 °C a 19,2 °C. A precipitação pluvial no no tem uma média de 654,2 milímetros, quantidade benéfica para muitas atividades agrícolas. Os ventos que afetam a cidade são provenientes do oeste, pelo qual o clima torna quente e estável. A temperatura que se alcança ao ano poderia subir até os 38 °C e baixar até os 0 °C, mas os últimos dados podem variar a cada ano pela instabilidade natural que pode predominar.
| Dados climatológicos para Léon         | Dados climatológicos para Léon | Dados climatológicos para Léon | Dados climatológicos para Léon | Dados climatológicos para Léon | Dados climatológicos para Léon | Dados climatológicos para Léon | Dados climatológicos para Léon | Dados climatológicos para Léon | Dados climatológicos para Léon | Dados climatológicos para Léon | Dados climatológicos para Léon | Dados climatológicos para Léon | Dados climatológicos para Léon |
| Mês                                    | Jan                            | Fev                            | Mar                            | Abr                            | Mai                            | Jun                            | Jul                            | Ago                            | Set                            | Out                            | Nov                            | Dez                            | Ano                            |
| -------------------------------------- | ------------------------------ | ------------------------------ | ------------------------------ | ------------------------------ | ------------------------------ | ------------------------------ | ------------------------------ | ------------------------------ | ------------------------------ | ------------------------------ | ------------------------------ | ------------------------------ | ------------------------------ |
| Temperatura máxima recorde (°C)        | 30                             | 31                             | 34                             | 36                             | 38                             | 37                             | 34                             | 36                             | 32                             | 34                             | 31                             | 36                             | 35                             |
| Temperatura máxima média (°C)          | 23                             | 25                             | 27                             | 29                             | 31                             | 29                             | 27                             | 27                             | 26                             | 26                             | 25                             | 23                             | 27                             |
| Temperatura mínima média (°C)          | 7                              | 8                              | 10                             | 13                             | 15                             | 16                             | 15                             | 14                             | 14                             | 12                             | 9                              | 8                              | 12                             |
| Temperatura mínima recorde (°C)        | 0                              | 1                              | 0                              | 6                              | 8                              | 7                              | 7                              | 8                              | 5                              | 4                              | 2                              | −2                             | 3                              |
| Precipitação (mm)                      | 142                            | 29                             | 43                             | 46                             | 61                             | 242                            | 403                            | 306                            | 253                            | 166                            | 31                             | 38                             | 654                            |
| Fonte: Servicio Meteorológico Nacional |                                |                                |                                |                                |                                |                                |                                |                                |                                |                                |                                |                                |                                |

## Transporte
O Sistema Integrado de Transporte (SIT) se refere ao desenvolvimento e implementação de um sistema de transporte em massa chamado Optibús.
Desde 28 de setembro de 2003 começou a operar o Sistema Integrado de Transporte Optibús, apesar de existir uma necessidade imperativa de um sistema de transporte subterrâneo metrô, que originalmente haviam projetado sua construção com duas linhas.
O sistema foi o primeiro de seu tipo no México, embora se baseie no Sistema "Transmilenio" de Bogotá, na Colômbia. León é a primeira cidade no país que conta com o sistema de um metrobús.

## Educação

### Instituições de Nível Médio Superior
- Escola de Nível Médio Superior de León
- Centro de bacharelado tecnológico industrial e de serviços
- Colégio Nacional de Educação Profissional Técnica
- Colégio Miraflores
- Instituto Lux
- Instituto Cumbres de León
- Instituto Tecnológico de Estudos Superiores do Valle de León (I.T.E.S.)
- Colégio de Estudos Científicos e Tecnológicos do Estado de Guanajuato
- Instituto Leones A. C.
- Instituto Jassá A.C.
- Bacharelado de SABES (VIBA)

### Instituições de Nível Superior
- Universidade Iberoamericana León
- Universidade Internacional de Profissões
- Instituto América
- Instituto de Física da Universidade de Guanajuato (IFUG)
- Politécnico de Guanajuato
- Universidade de Guanajuato
- Universidade De La Salle Bajío
- Universidade Franciscana do México
- Instituto Tecnológico e de Estudos Superiores de Monterrey - Campus León
- Instituto Tecnológico de León[3]
- Universidade de Estudos Profissionais de Ciências e Artes
- Universidade Tecnológica de León
- Universidade do Valle de Atemajac
- Universidade de León
- Universidade Montessori do México
- Colegio de León A.C.
- Centro de Estudos Filosóficos Tomás de Aquino
- Centro de Investigações em Óptica, A.C.
- Universidade do Centro de México (UCEM)
- Instituto Cumbres de León
- Instituto Antonia Mayllén
- Liceo de León
- Universidade Tecnológica de León[4]

## Cidades-irmãs
- Tijuana, México
- San Diego, Estados Unidos
- Laredo, Estados Unidos
- Irving, Estados Unidos
- Las Vegas, Estados Unidos
- Los Angeles, Estados Unidos
- Cangas de Onís, Espanha
- Leão, Espanha
- Havana, Cuba
- Fermo, Itália
- Bogotá, Colômbia
- Suzhou, China
- Novo Hamburgo, Brasil
- Franca, Brasil
- Lubock, Estados Unidos